# The Last Witch Hunter - L'ultimo cacciatore di streghe
The Last Witch Hunter - L'ultimo cacciatore di streghe (The Last Witch Hunter) è un film del 2015 diretto da Breck Eisner con protagonista Vin Diesel.

## Trama
Nel Medioevo, la Strega-Regina, sovrana della razza delle streghe, ha scatenato la Peste Nera per spazzare via l'umanità come punizione per la persecuzione della sua gente. Un gruppo di guerrieri, guidati dal prete Dolan, si recano nel covo nella Strega-Regina per ucciderla e porre fine alla piaga; tra questi c'è Kaulder, un contadino che ha perso moglie e figlia a causa della pestilenza. Nel covo, il gruppo viene attaccato dalle streghe, mentre Kaulder rimane separata dal gruppo, ritrovandosi ad affrontare la Regina in persona. Kaulder riesce a dare fuoco al covo e a trafiggerla con la sua spada. In punto di morte, la Strega-Regina trasferisce la sua immortalità a Kaulder condannandolo a una vita senza fine.
800 anni dopo, Kaulder impedisce a un adolescente di distruggere involontariamente un aereo con rune che controllano il tempo atmosferico. Si scopre che le streghe vivono nascoste in mezzo agli umani: dopo secoli di guerra si stabilì una tregua in cui alle streghe fu concesso di vivere e autogovernarsi, a condizione che non usassero mai la magia per fare del male agli esseri umani. Kaulder, ormai rimasto l'ultimo cacciatore di streghe, è al servizio dell'Ascia e la Croce, un'organizzazione religiosa che che mira a mantenere la tregua tra umani e streghe e giustizia o imprigiona le streghe che infrangono la legge. È aiutato da un sacerdote chiamato "Dolan", una tradizione ereditata dalla battaglia per distruggere la Regina.
Il 36° Dolan comunica a Kaulder di volersi ritirare dai suoi incarichi e di aver scelto un nuovo Dolan, ma muore nel sonno. Kaulder e il giovane 37° Dolan, che afferma che le streghe hanno ucciso i suoi genitori e che Kaulder ha ucciso le streghe e lo ha salvato da un incendio che ha bruciato le mani di 37, deducono che 36 sia stato assassinato da una strega. Mentre rintraccia la strega, Kaulder trova tracce di un'antica magia oscura, scomparse da prima che uccidesse la Regina. Si scopre che 36 non è morto, ma è sotto l'effetto di un incantesimo di magia oscura che può essere spezzato solo se la strega che l'ha lanciato viene uccisa.
Utilizzando gli indizi lasciati da 36, Kaulder si reca in un bar delle streghe, gestito da Chloe e Miranda, per acquistare un incantesimo della memoria che lo aiuti a ricordare come è morto ed è tornato in vita. Chloe alla fine accetta di eseguire l'incantesimo. Durante il processo di rivivere la memoria di Kaulder, il bar viene attaccato dallo stregone che ha maledetto il 36° Dolan. In seguito, attacca Chloe nel suo appartamento, ma Kaulder la salva. 37 e Kaulder collaborano per scoprire il nome della strega: Baltasar Ketola, alias Belial. Dopo che Belial uccide Miranda, Chloe accetta di aiutare Kaulder a ottenere ciò di cui ha bisogno per ucciderlo.
Per ottenere il raro ingrediente per creare un altro incantesimo di memoria, fanno visita a un'altra strega, Danique. Tuttavia, Danique lancia un incantesimo di memoria su Kaulder, progettando di intrappolarlo per sempre nel suo sogno. Chloe, tuttavia, riesce a entrare in trance e a liberare la sua mente, e i due fuggono. Kaulder scopre che Chloe è una Dreamwalker, una strega che può entrare nelle menti degli altri e che quindi può evocare il ricordo che serve a Kaulder. Chiede a Chloe di entrare nella sua mente e di estrarre il ricordo; nonostante l'esitazione (a causa di un incidente d'infanza), la strega acconsente. Scoprono che, sebbene il corpo della Regina sia stato bruciato e ridotto in cenere, il suo cuore era rimasto ancora intatto e pulsante. Invece di distruggere il cuore, il primo Dolan ha scelto di conservarlo; se il cuore fosse stato distrutto, Kaulder avrebbe perso la sua immortalità o sarebbe morto. Deducono che 36 sia stato attaccato perché sapeva dove fosse nascosto il cuore ed è stato torturato per rivelarne la posizione. Capiscono quindi che il vero piano di Belial è quello di riportare in vita la Regina.
Lasciandosi alle spalle Chloe e il 37° Dolan, Kaulder affronta Belial per impedire alla Regina di tornare. Pur uccidendo Belial in uno scontro, la Regina rientra nel mondo attraverso il sacrificio di un altro stregone e fugge in città, rubando l'immortalità di Kaulder. 36, che si sta riprendendo, incoraggia Kaulder a continuare a combattere.
I membri del Consiglio delle Streghe, che sorvegliano la Prigione delle Streghe, vengono uccisi dalla Regina, che progetta di scatenare un'altra pestilenza usando le streghe imprigionate come fonte di energia, legando le loro menti come una catena. Usando la sua capacità di Dreamwalker, Chloe uccide un prigioniero, recidendo il legame con la Regina. Kaulder combatte la Regina e sembra sul punto di ucciderla, finché 37 non lo attacca tenendo Chole in ostaggio: rivela che i suoi genitori erano streghe che Kaulder ha ucciso, sebbene 37 sia nato senza magia. 37 spara a Kaulder e chiede alla Regina di concedergli quel potere. Lei rifiuta e uccide 37, e usa Chloe per completare il legame e far sì che la Peste si formi di nuovo.
Mortalmente ferito, Kaulder ha una visione degli spiriti di sua moglie e sua figlia, che lo incoraggiano a rialzarsi e combattere ancora. Kaulder evoca fulmini sulla sua spada usando le rune meteorologiche che ha confiscato alla ragazza adolescente sull'aereo e scaglia la sua spada contro la Regina, riducendola in cenere. Con la morte della Regina, le mosche della Peste muoio e il pericolo della pestilenza viene eliminato. Kaulder si prepara a uccidere sia se stesso che il cuore della Regina, ma Chloe lo dissuade, affermando che mentre era sotto incantesimo ha visto altre forze nascoste nell'oscurità peggiori della Regina Strega, in attesa di un mondo senza il cacciatore di streghe e che deve continuare a combattere.
Il 36° Dolan accetta di rimandare il suo ritiro e di rimanere al fianco di Kaulder. Anche Chloe fa lo stesso, e i tre formano una nuova squadra, liberi dall'Ascia e dalla Croce. Il battito cardiaco della Strega-Regina si sente nel caveau delle armi di Kaulder, nel suo appartamento.

## Produzione
Il progetto viene annunciato nel 2012, e inizialmente il regista doveva essere Timur Bekmambetov, su una sceneggiatura di Cory Goodman. Successivamente Bekmambetov viene sostituito da Breck Eisner alla regia, lo script viene riscritto da Matt Sazama e Burk Sharpless, e viene confermato Vin Diesel nel ruolo del protagonista.
Il budget del film è stato di 90 milioni di dollari.

### Riprese
Le riprese del film vengono posticipate a causa della morte dell'attore Paul Walker e il conseguente slittamento delle riprese del film Fast & Furious 7 per Vin Diesel, inizialmente programmate nel giugno 2014 a Pittsburgh. Iniziano poi il 5 settembre dello stesso anno, sempre a Pittsburgh, e terminano nel dicembre successivo.

## Distribuzione
Il primo trailer del film viene diffuso il 30 aprile 2015 in esclusiva per MTV, mentre il primo teaser italiano viene diffuso il 14 maggio.
La pellicola è stata distribuita nelle sale cinematografiche statunitensi a partire dal 23 ottobre 2015, mentre in Italia è stata distribuita dal 29 ottobre.

## Accoglienza

### Incassi
Il film ha incassato 146,9 milioni di dollari in tutto il mondo.

### Critica
Sull'aggregatore Rotten Tomatoes il film riceve il 17% delle recensioni professionali positive con un voto medio di 3,8 su 10 basato su 123 critiche, mentre su Metacritic ottiene un punteggio di 34 su 100 basato su 22 critiche.

## Sequel
Nel gennaio 2015 Jon Feitheimer, amministratore delegato della Lions Gate, annuncia che se il film avrà successo, verrà sviluppato un franchise. Nel 2020 è stata confermata l'intenzione di sviluppare un sequel.